# ケープアラゲジリス
ケープアラゲジリス (Xerus inauris) は、ネズミ目（齧歯目）リス科アラゲジリス属に属するジリスの1種。
南部アフリカの南アフリカ共和国、ボツワナ、ナミビアに分布し、乾燥した地域に生息する。
ケープ地方のみならず、もっと広い範囲に生息しているため、「ケープ」アラゲジリスという名前は、誤解を招きやすい。この名前は、ケープタウン周辺に生息するトウブハイイロリス（セシル・ローズによってヨーロッパから輸入された樹上性リス）と区別するために付けられたと思われる。

## 分布
南部アフリカ（ボツワナ、南アフリカ共和国、ナミビア）。 
ナミビアの大部分に分布するが、沿岸地域と北西部を除く。
ボツワナのカラハリ地区中央部および南西部に分布する。
南アフリカ共和国では、中央および北中部の地域でみられる。

## 形態

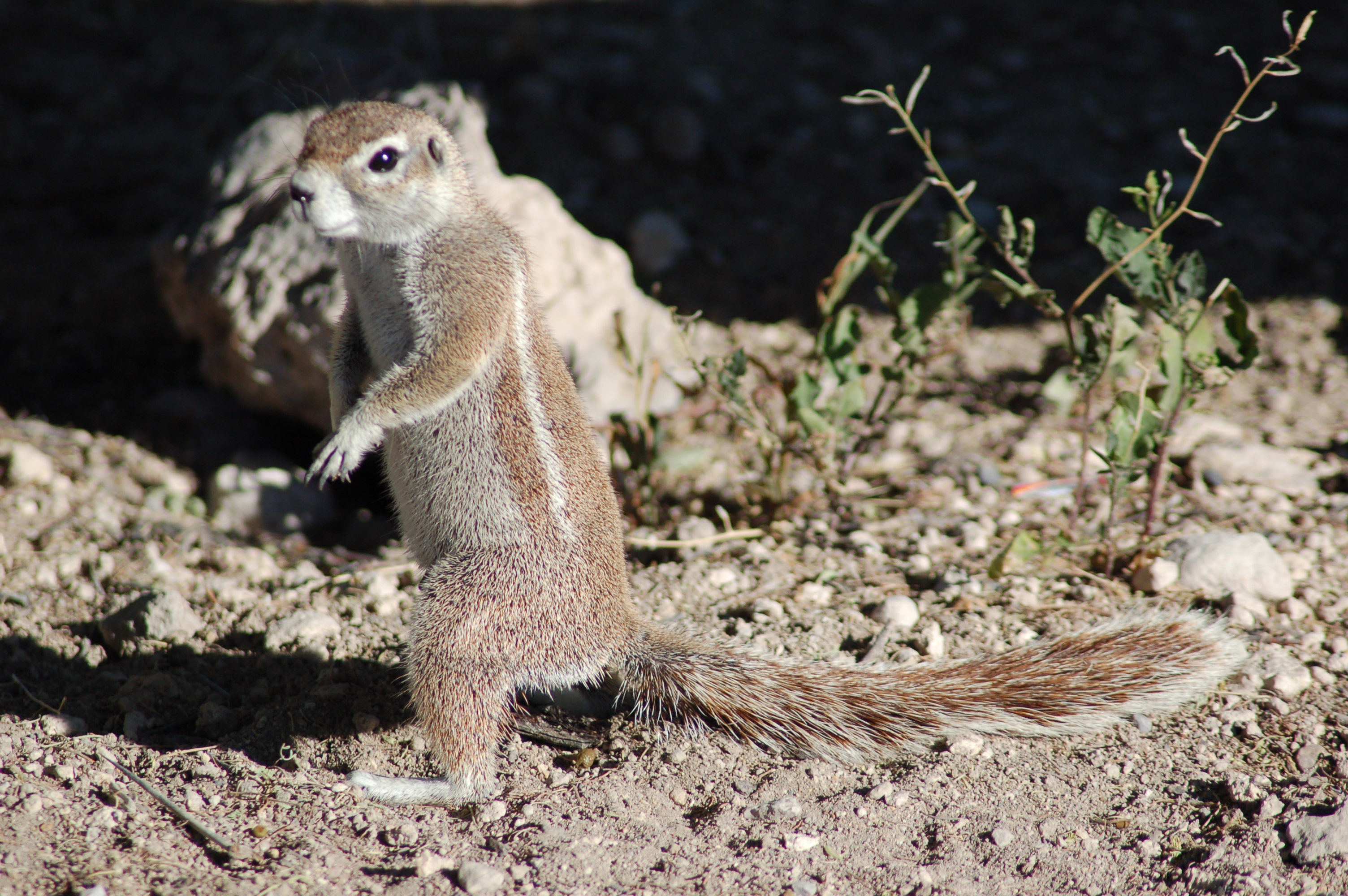
ナミビアエトーシャ国立公園のケープアラゲジリス

地肌は黒く、短く硬い毛に覆われている。背中は黄味がかった褐色で、下腹部や手足の腹部側は白色。体の両側部には、肩から腿にかけて1本の白色の縞がある。大きな目の周りには白色の縁取りがある。耳介は小さい。尾は平らで、白色の毛に覆われており、付け根には2本の黒い縞がある。換毛は年1回、8-9月、3-4月の間にある。
性的二形は、はっきりとはしない。オスが体重423-649グラム、メスは444-600グラムで、一般にオスはメスよりも8-12パーセント重い。オスは全長424–476ミリメートル、メスは全長435-446ミリメートル。
歯式は、{\displaystyle {\tfrac {1.0.1.3}{1.0.1.3}}}の計20本。
メスの腹部と鼠径部には、それぞれ2対の乳腺がある。オスの陰茎亀頭は大きく、突起した陰茎骨がある。頭胴長のおよそ20パーセントにまで拡大した精巣でよく知られている。

## 生態

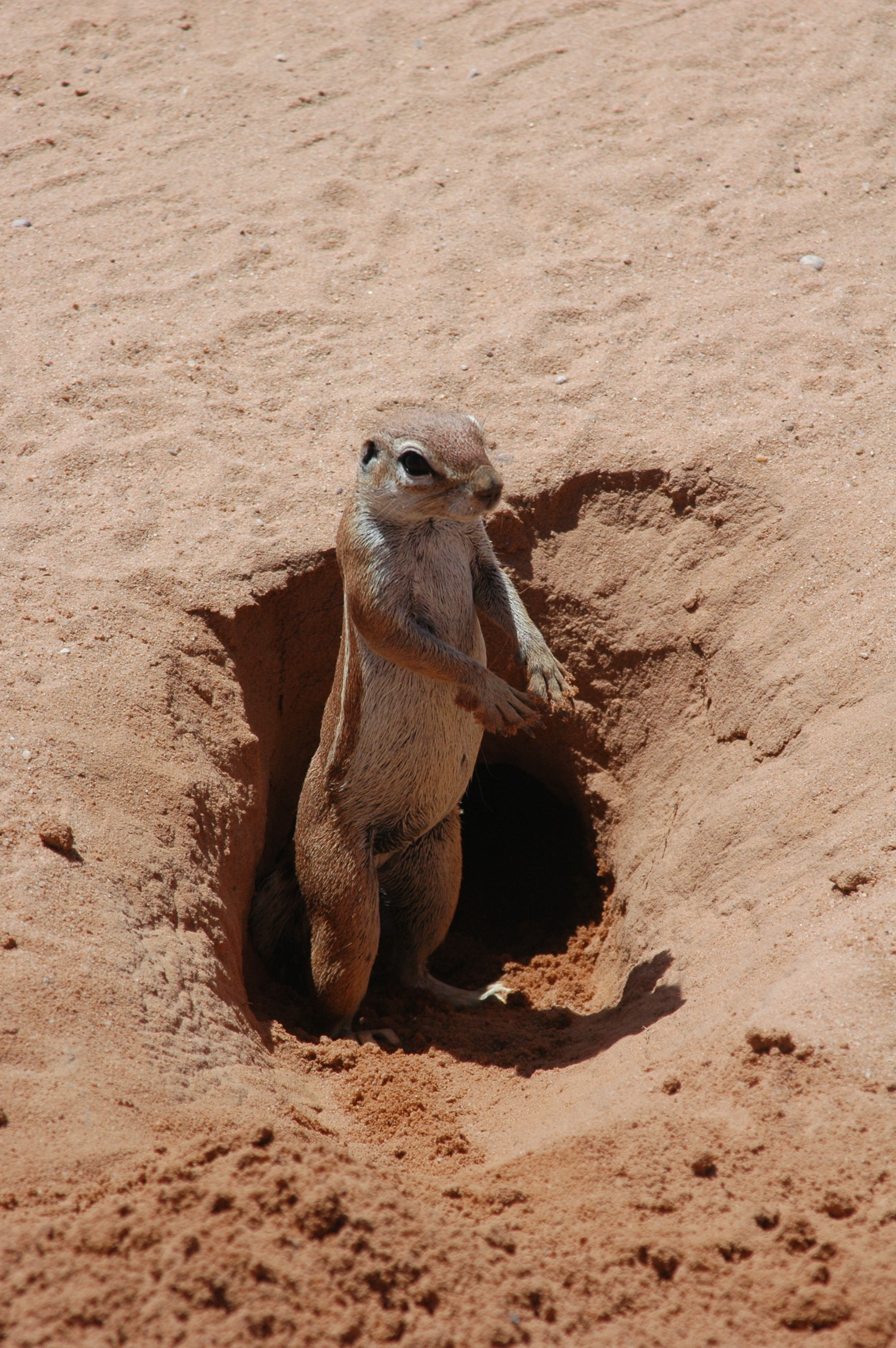
巣穴の入り口に立つケープアラゲジリス

主に乾燥帯および半乾燥の地域に生息する。ベルト（アフリカーンス語: veld）と呼ばれる高地草原や固い地面の草地を好む。窪地に沿った低木林や、氾濫原、農地にも生息する。昼行性で、冬眠はしない。
平均およそ700平方メートル、2-100か所の入り口のある巣穴を掘って、群れで生活する。巣穴は捕食者や地表の極めて厳しい暑さから守ってくれるにもかかわらず、一日の大半は地表で食物を食べることに費やす。
体温調節のため、頭と背中の上にふさふさした尾をかざして日差しを避ける。砂浴びも行う。
食性は草食性で、球根、果実、草、ハーブ、昆虫、灌木を食べる。食物を貯蓄しないため、食べ物探しは日課である。通常は水を飲む必要はなく、食物から水分を摂取する。毎日の活動の約70パーセントは食事、15-20パーセントは見張り、10パーセントが社会的行動である。
巣穴は、ミーアキャットやキイロマングースにも利用される。ケープアラゲジリスとミーアキャットの関係が相利共生のようにみえるのに対して、マングースとの関係は片利共生だと思われる。
捕食者には、ジャッカル、ヘビ、オオトカゲがいる。捕食者とそうでない者のフンの匂いの違いを嗅ぎ分けることができる。ヘビのような捕食者に迫られた際には、せっせとモビング（尾を振って相手を威嚇する動作、Mobbing）を行う。毛の豊かな尾を盾にしながら、群れで捕食者に突撃することもある。捕食者が反撃すると、一斉に後ずさりする。しかしながら、複数のジリスによるモビングはたいてい捕食者を追い払うことに成功する。

### 社会的行動

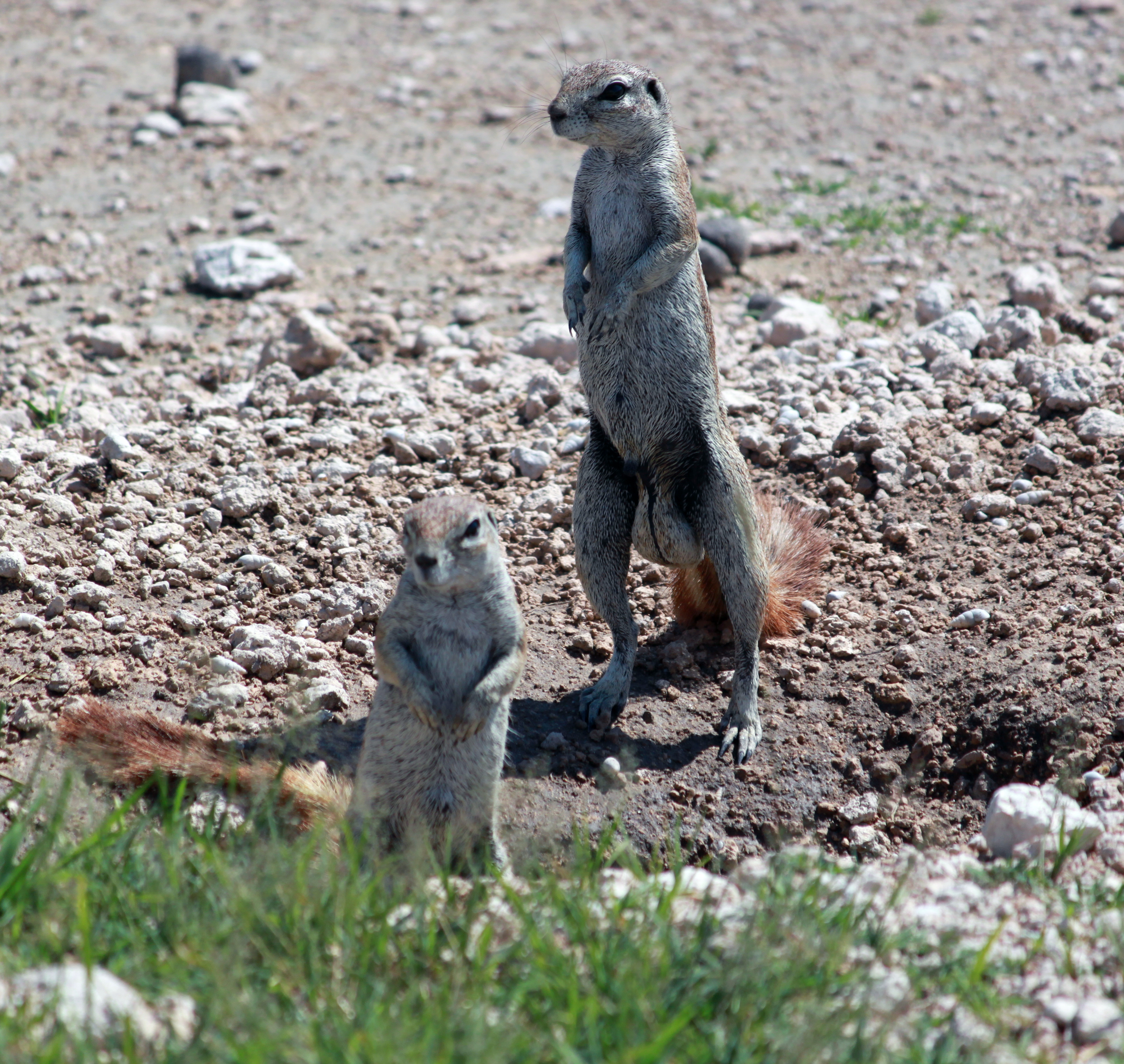
2頭のケープアラゲジリス

メスの群れは、2-3頭の大人のメスと最大9頭の亜成体、そしてメスが育てている子どもを含む。群れのメスが3頭以上になると、より小さな群れに分かれる。大人のオスはメスから離れて暮らし、メスが発情期になった時にだけ群れに加わる。
オスの群れは19頭にまでなる。オスの群れでは、4-5頭のオスが、毎日規模もメンバーも変わる一時的な下位集団を形成する。
メスの群れは隔てられた巣穴で生活し、行動圏は4ヘクタール、中心領域はおよそ0.25ヘクタールである。行動圏は重なり合うが、中心領域は敵対行動で守られる。オスの群れは、いくつかのこうしたメスの群れを包む、平均12.1ヘクタールの行動圏で生活する。メスの群れでは、メンバーは同じ食事場所、睡眠場所を使用し、順位制は存在しない。対照的に、オスの群れは年齢を基準とする階級制度が存在する。通常はオス同士の競争は、跳びはねるディスプレイの形をとり、怪我をすることはない。また、オスの群れは、メスの群れのように縄張り行動を見せることはない。
発情期の間、オスはメスと交配しようとしてメスに接近し、誘い、追いかける。最も優位のオスが最初に交配する。メスは同じオスと複数回交配する。まだメスと交配できていないオスは、メスと他のオスとの交尾を妨害しようとするが、交尾妨害は滅多に起こらない。

### 伝達
危険に気付いた際には、鳥のさえずりの様な声で警戒鳴きをする。警戒鳴きには2種類ある。短く甲高い鳴き声は深刻な危険を知らせる。中くらいの高さの鳴き声はそれほど差し迫っていない危険に使用される。敵と向かい合っている間は、攻撃性の合図として低いうなり声をあげる。幼い子どもたちはプレーコールをし、鳴き声をあげ、キーキーと鳴いて警戒する。  

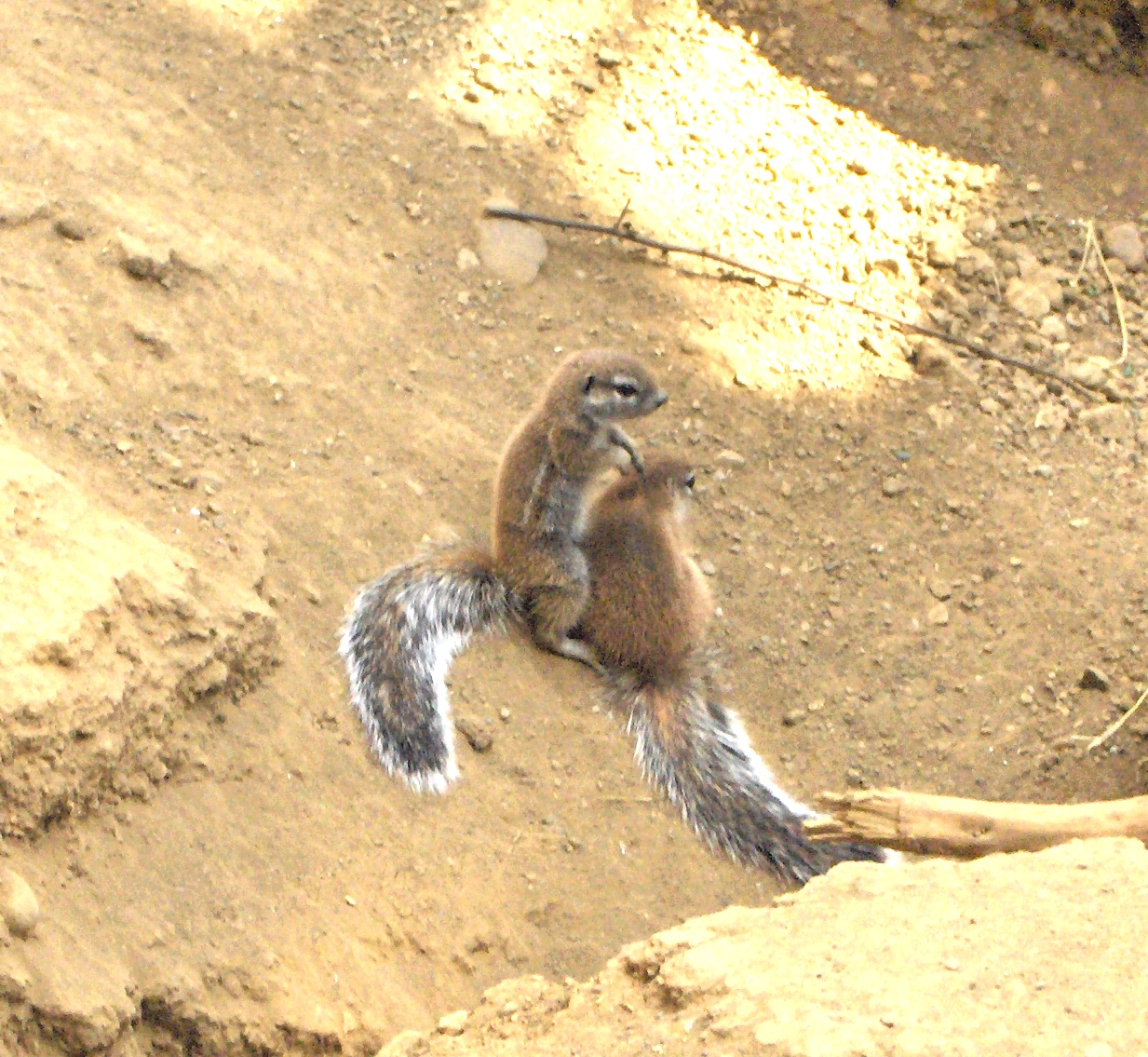
若いケープアラゲジリス

### 繁殖
1年中、交配し、繁殖する。しかし、交配のほとんどは冬の乾季に行われる。メスは多数のオスと交配するため、オスの大きな精巣は精子競争に役立つ。交配後、オスは生殖器を清潔に保ち性感染症のリスクを減らすためにマスターベーションを行う。群れの中で、1度にたった1頭のメスだけが、3時間ほどのあいだ発情期になる。
懐胎期間は48日間、または42–49日間。乳の分泌は子どもが生まれる前に始まる。授乳中のメスは、子どもたちの世話をするため、群れとの交際を経って離れた巣の中に自分自身を隔離するが、離乳後や何らかの理由で子どもを失った後には群れに戻る。1回の出産で1-3子を生む。
子どもは晩成性で、毛も生えず、目も見えない状態で生まれる。生後35日までには目が見えるようになり、生後45日目まで巣穴の中で過ごす。巣穴から出てきて7日後には、固い食物が食べられるようになる。生後52日頃に離乳する。オスは生後8か月で、メスは生後10か月で性成熟する。オスは自分が生まれた群れから分散し、メスは生れた群れに留まる。

## 保全状況評価
全体的には、個体数は脅威にさらされてはいないように思われる。いくつかの地域では、農業にとっての害獣として迫害されている。作物への被害や狂犬病が原因で、アラゲジリスの個体数を抑制するために毒性のある草を使用しているところもある。
カラハリ・トランスフロンティア公園（ボツワナ、南アフリカ共和国）やエトーシャ国立公園（ナミビア）のような保護区にも生息している。